# Cube Berlin
Le Cube Berlin (orthographe correcte cube berlin) est un immeuble de bureaux en forme de cube situé sur la Washingtonplatz, à proximité immédiate de la gare centrale de Berlin, est inauguré en février 2020. Le bâtiment fait partie du quartier Europacity de 40 hectares et ferme sa partie sud.

## Description
L'impressionnant bâtiment de dix étages est un parfait carré. Chaque arête mesurant 42,5 mètres que ce soit de large, de haut et de long. Cet ouvrage se caractérise par une façade en verre pliée vers l'intérieur,.

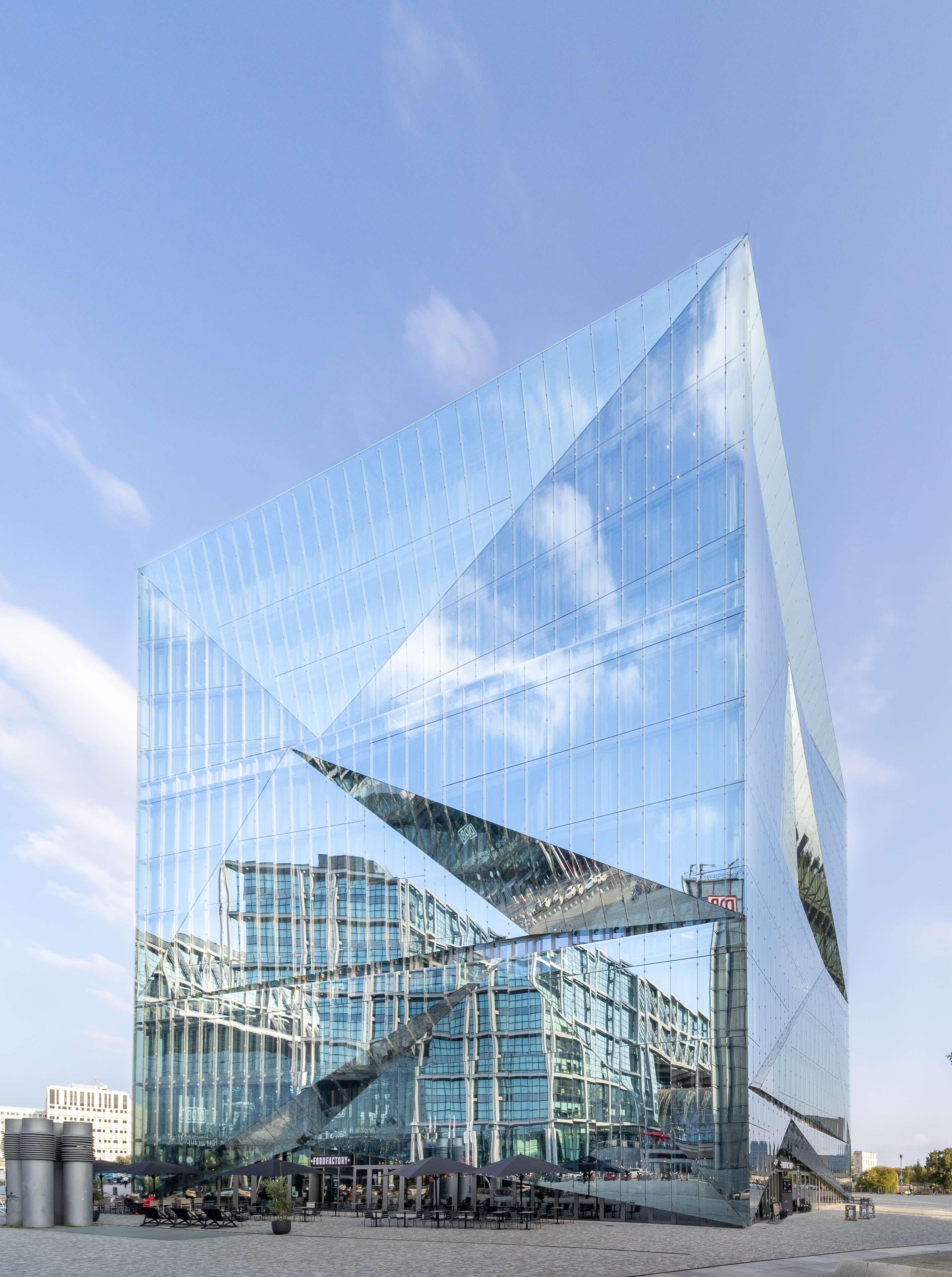
Vue depuis la gare

L'intérieur du cube est équipé d'une technologie d'intelligence artificielle qui peut également être utilisée via une application mobile pour ouvrir la barrière du parking souterrain et le hall d'entrée. Les personnes dans le bâtiment peuvent également être retrouvées grâce à la même technologie et l'ascenseur s'arrête automatiquement à l'étage où l'utilisateur a son bureau. Au total, 3 800 capteurs sont installés pour un contrôle intelligent. 
La façade, entièrement décorée de plis et de plis, reflète l'environnement comme un kaléidoscope. En plus de leur aspect individuel, les plis remplissent plusieurs fonctions pratiques : derrière eux se trouvent de petites terrasses à chaque étage supérieur, qui ne sont accessibles qu'aux locataires. Au rez-de-chaussée, les salles à manger occupe environ 1 000 mètres carrés et font partie d'un marché public. La superficie est de 19500 mètres carrés, utilisée entre autres par un cabinet d'avocats et la Deutsche Bahn.
De plus, l’énergie générée par le rayonnement solaire est utilisée pour refroidir l’air frais fourni. Les vitres enduites réduisent le chauffage de l'intérieur. Les architectes 3XN Architects de Copenhague et le client soulignent que le cube Berlin est conçu pour conserver les ressources et être économe en énergie. 

## Histoire
Le bâtiment commercial prévu au XIXème siècle est la société CA Immo. Ce bâtiment est conçu par le cabinet d'architectes danois 3XN. La conception remonte à 2007 et 3XN suite un concours d'architecture. Drees & Sommer a été chargé des parties essentielles de la stratégie de façade, de l'automatisation du bâtiment, du lean management et de la numérisation. Les tests sont effectués en collaboration avec RWTH Aachen. 
Les coûts de construction est d'environ 100 millions d'euros. L'achèvement a été retardé de plusieurs années en raison de la crise financière de 2008 ; la construction n'a commencé qu'en 2017 et s'est achevée en février 2020.  